# 伦敦证券交易所
伦敦证券交易所（简称伦敦证交所，缩写：LSE）是一家總部位於英国倫敦市的证券交易所，其規模是僅次於巴黎交易所的欧洲第二大交易所。倫敦證券交易所在1972年至2004年的辦公地點是證券交易塔，之後搬遷至主禱文廣場。

## 歷史

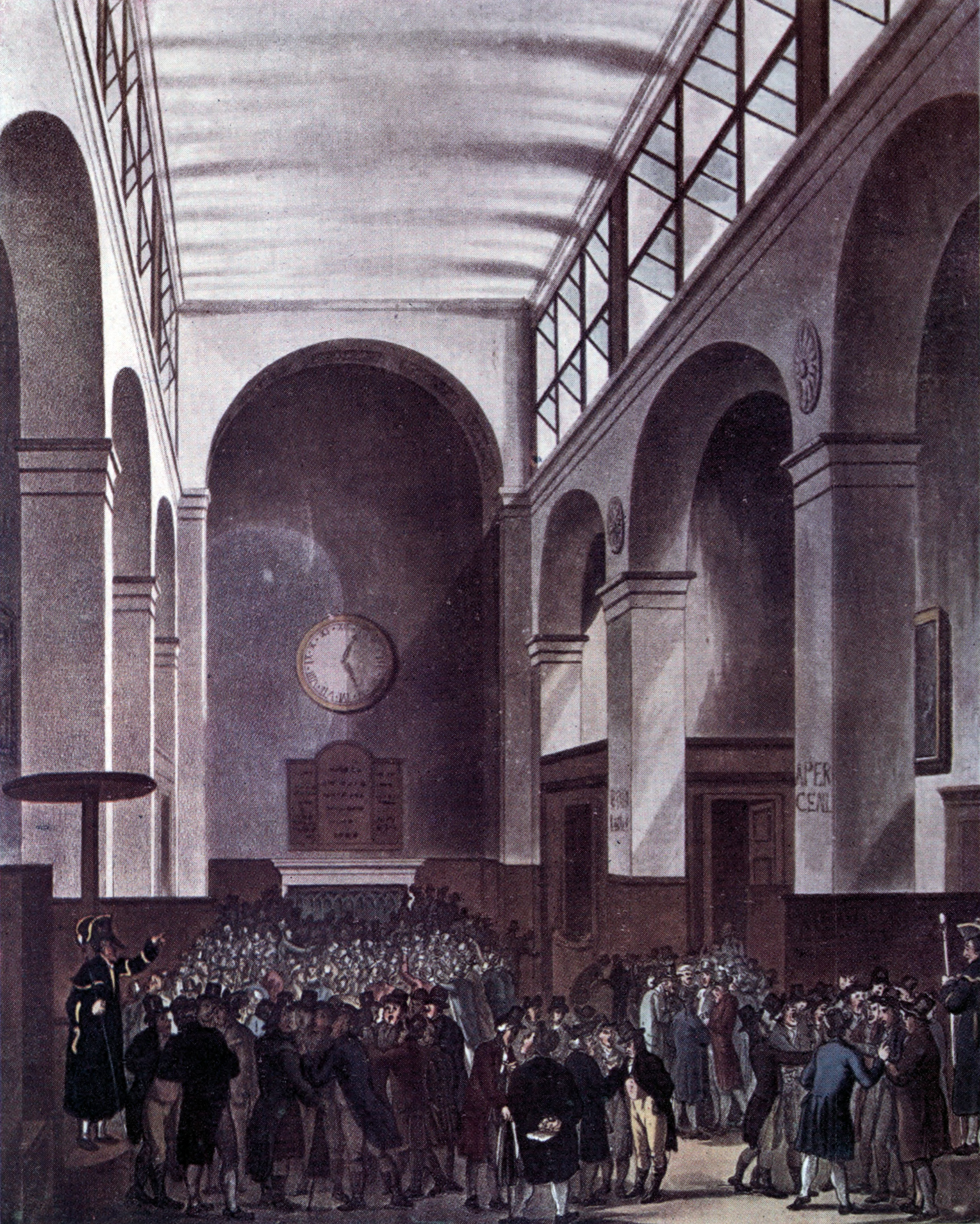
1810年的伦敦交易所

2005年12月，伦敦证交所拒绝了麥格理銀行15亿英镑的收购要约，并称之为“可笑”。2006年3月它收到纳斯达克24亿英镑的收购要约，同样加以拒绝。据说纳斯达克正在准备一个敌意收购，而纽约证交所将有可能成为善意收购人。任何来自双方的收购报价都会被认真考虑，因为这将引致强大的金融冲击，创造一个跨大西洋的资本市场。
2006年4月11日，纳斯达克股票市场公司宣布，已出资约7.82亿美元购得伦敦证交所14.99%的股份，成为其第一大股东。并于5月3日，增持股权至18.7%。
2007年6月23日倫敦交易所以約21.5億美元收購義大利證券交易所。
2011年2月9日倫敦交易所以約32億美元（約249.6億港元）收購多倫多證券交易所母公司TMX集團，將成為全球擁有最多上市公司的交易平台 每持有1股TMX股份，將會獲得2.9963股倫敦交易所股份。合併後新公司市值約77億美元（約600億港元），倫敦交易所股東將持有新公司55%股權，TMX原股東則持有餘下45%權益。
2011年6月30日多倫多證交所的母公司TMX集團決定放棄與倫敦證交所集團(LSE)的合併計劃。
2012年12月24日倫敦交易所以每股15歐元收購清算公司倫敦結算所（LCH.Clearne）的60%股權。
2015年3月16日倫敦證券交易所與德意志交易所將進行全股對等合併，並共組新公司UKTopCo，兩間交易所合併後，將躍升成歐洲最大型交易所，德意志交易所和倫敦證交所將分別持有新公司54.4％和45.6%的股份。2017年3月29日，歐洲執行委員會拒絕倫敦證券交易所和德意志交易所規模280億歐元的合併案。
2015年3月26日倫敦證券交易所（LSE）的最大單一股東杜拜證券交易所（Borse Dubai）宣佈，將全數配售所持有的17.4% LSE股份，涉及金額約為15億英鎊；意味杜拜證券交易所過去8年來作為倫交所持有者的地位告終。在杜拜證券交易所出售所有股權後，卡塔爾投資局(QIA)將成為LSE最大單一股東，持有LSE 10.3%股權。
2018年12月15日倫敦證券交易所（LSE）斥資4.245億歐元（約合4.9436億美元）增持倫敦結算所（LCH.Clearne）14.6%股權至82.6%
2019年7月31日倫敦證券交易所集團以换股方式斥資270億美元（包括債務）收購路孚特，交易完成后路孚特的現有投資者將持有合併后新公司約37%的股權，並擁有不到30%的投票權，當中湯森路透將持有15%股權，截至12月末，路孚特負債122億美元，倫敦證交所將承擔這些債務
2019年9月11日香港交易所計晝以現金和加發行新股收購倫敦證券交易所集團，港交所將於每股20.45英鎊現金加2.495股港交所新股，折算約83.61英鎊，合共斥資約296億英鎊(約2867億港元)（現金佔715億）收購倫敦證券交易所集團，交易完成後，港交所現有股東將成為合併集團的大股東，持有59%股權，倫交所則持有其餘約41%股權。然而，兩日後倫敦證券交易所集團董事局正式拒絕有關收購，回信指收購提議有「根本上的缺陷」，認為「毫無價值」。

## 旗下交易所
- 伦敦证券交易所
- 倫敦結算所LCH.Clearnet82.6%
- 義大利證券交易所
- Shorcan经纪有限公司
- CanDeal.ca公司47%股权
- 富時集團

## 书目
- Michie, R. C. . Oxford: Oxford University Press. 1999. ISBN 0-19-829508-1.